# Ralph Thomas
Ralph Philip Thomas, född 10 augusti 1915 i Kingston upon Hull, Yorkshire, död 17 mars 2001 i London var en brittisk filmregissör och filmproducent.

## Regi i urval
- 1951 – Möte med Venus
- 1953 – På galej i Boulogne
- 1954 – Doktorn är här
- 1955 – Doktorn går till sjöss
- 1955 – Operation Tirpitz
- 1957 – Doktorn är lös
- 1959 – De 39 stegen
- 1960 – Doktorn är kär
- 1963 – Doktorn på vift
- 1964 – Agent med het lösen
- 1966 – Doktorn går till sängs
- 1966 – Mr Drummond och djävulens agenter
- 1968 – Attentat planeras